# Thismia mirabilis
Thismia mirabilis là một loài thực vật có hoa trong họ Burmanniaceae. Loài này được K.Larsen miêu tả khoa học đầu tiên năm 1965.